# Glasmuseum Rheinbach

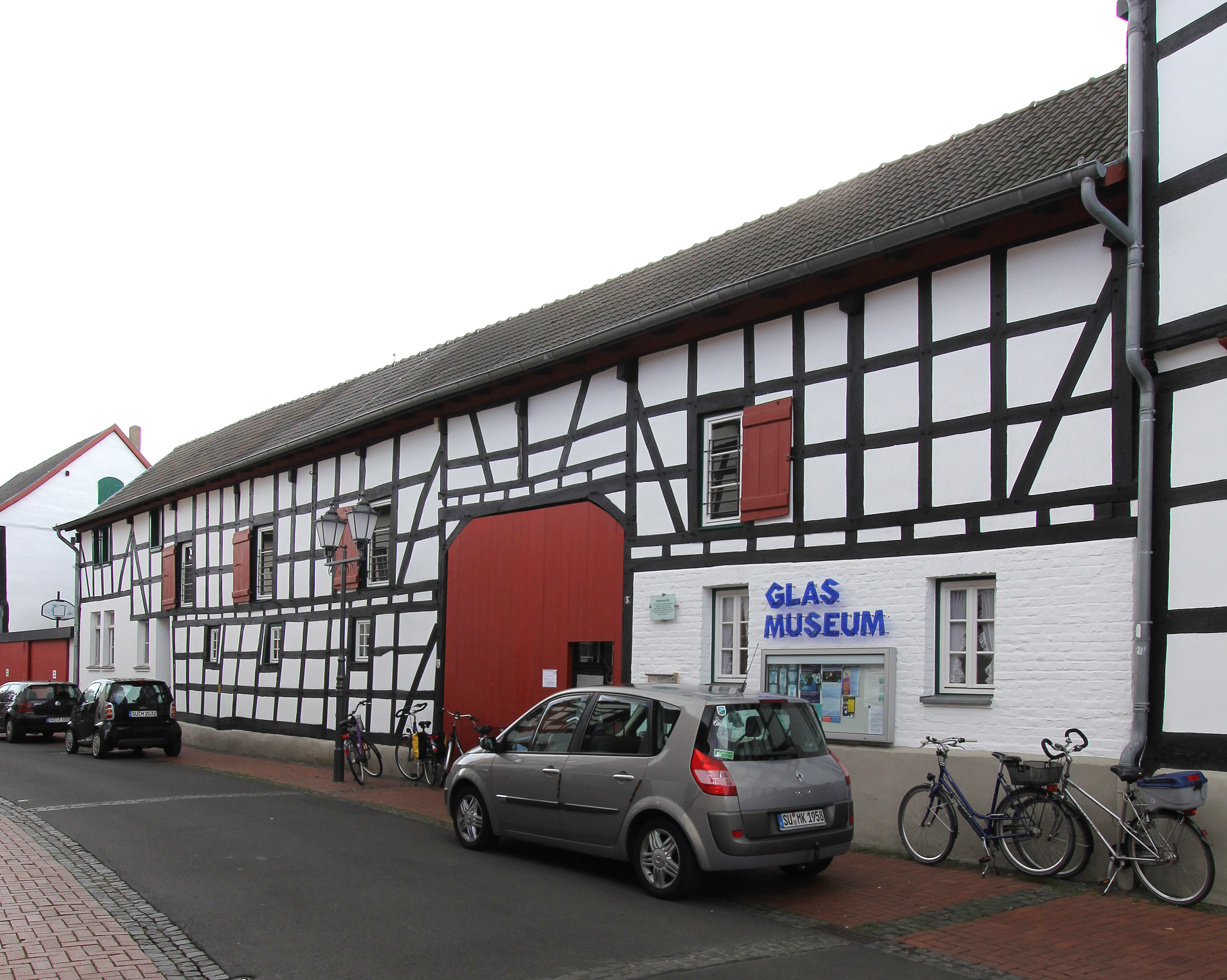
Das Glasmuseum im Himmeroder Hof

Das Glasmuseum in Rheinbach besteht seit 1968 und befindet sich im Himmeroder Hof am Himmeroder Wall 6. Es ist vorwiegend der historischen böhmischen Glasherstellung gewidmet, hat sich hierbei auf das nordböhmische Hohlglas spezialisiert, zeigt aber auch moderne Entwicklungen in der Glasbearbeitung.

## Museum
Im Frühjahr 1968 wurde auf Initiative von nach dem Zweiten Weltkrieg in Rheinbach angesiedelten nordböhmischen Glasveredlern von etwa 100 Rheinbachern der Verein Freunde edlen Glases e. V. gegründet. Noch im selben Jahr konnte ein Glasmuseum in dem ehemaligen Rathausgebäude der Stadt eröffnet werden. Die Stiftung Hickisch bildete den Grundstock der Museumssammlung. 1980 übernahm die Stadt Rheinbach die Trägerschaft des Museums. Zwischen 1985 und 1999 kam es zu mehreren Ankäufen von Glasobjektsammlungen durch den Bund; diese Sammlungen wurden dem Museum als Dauerleihgabe überlassen. Das Land Nordrhein-Westfalen bezuschusste die Schaffung eines neuen Museumsbaus: 1989 konnten die Räume, die in den sanierten Himmeroder Hof integriert wurden, bezogen werden. In der Museumswerkstatt besteht die Möglichkeit, Handwerkern bei der Glasherstellung zuzusehen. Seit 1990 ist Ruth Fabritius Direktorin des Museums.

## Himmeroder Hof
Von dem Hof aus bewirtschaftete die Abtei Himmerod ursprünglich ihre Besitzungen in und um Rheinbach. Hauptteil ist ein Fachwerkbau aus der ersten Hälfte des 18. Jahrhunderts. Der Hof ist als Denkmalzone heute Kultur- und Bürgerzentrum. Das Glasmuseum ist das Kernstück der Anlage. Der Museumsbau ist auf Multifunktionalität ausgelegt; der größte Ausstellungsraum des Hauses wird auch als Ratssaal der Stadt Rheinbach genutzt.

## Bestände
Die Sammlungen des Museums umfassen mitteleuropäische Glasprodukte aus der Zeit des Barock, des Biedermeier, des Historismus und des Jugendstils. Der Schwerpunkt liegt auf der Produktionszeit des 19. und frühen 20. Jahrhunderts. Unter anderem werden in der Dauerausstellung barocke Schnittgläser, Farb-, Schliff- und Schnittgläser des Biedermeier, Freundschaftsbecher, Prunkpokale des Historismus, Bäder- und Souvenirgläser des 19. Jahrhunderts sowie Jugendstil-, Art-déco- und Fachschulgläser aus Steinschönau und Haida gezeigt. Darüber hinaus wird ein Überblick über die Kunst der böhmischen Glasherstellung und -veredelung gegeben. 
Der Bestand an modernem Studioglas dokumentiert Tendenzen der zeitgenössischen Glasherstellung, die sich mit dem Werkstoff Glas auf experimentelle und kreative Weise auseinandersetzt. Im Museum sind sowohl als Einzelstücke gestaltete Gebrauchsgläser als auch zweckfreie moderne Glasskulpturen zu sehen. Ein Bereich des Museums widmet sich der Entwicklung der Rheinbacher Glaskunst. Viele Stücke sind nach historischen Vorlagen gearbeitet. Auch Erzeugnisse von Ausbildern der Rheinbacher Glasfachschule werden hier gezeigt, wobei Entwurf und Ausführung oft von verschiedenen Künstlern und Handwerkern stammen.